# Siegfried I. von Lichtenberg

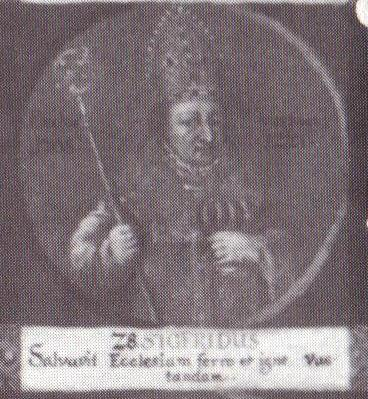
Siegfried als 28. Bischof von Hildesheim auf einem Gemälde mit Medaillondarstellungen aller Hildesheimer Bischöfe bis zum Ende des 18. Jahrhunderts; Übersetzung der lateinischen Inschrift: „Er bewahrte die Kirche vor Verwüstung durch Feuer und Schwert“.

Siegfried I. von Lichtenberg († 12. November 1227) war von 1216 bis 1221 Bischof von Hildesheim.

## Leben
Er stammte aus dem Geschlecht der Edelherren von Lichtenberg. Ein Bruder war der Edelherr Werner von Lichtenberg. Er selbst trat in den geistlichen Stand ein und wurde wahrscheinlich zunächst Kanoniker in Magdeburg, ehe er auch Mitglied des Hildesheimer Domkapitels wurde. Er gehörte 1198 zu denjenigen Hildesheimer Domherren, die gegenüber Papst Urban II. Klage gegen den Entzug von Zehnten in Hohenhameln durch Anhänger der Staufer führten. Er stand damit mit dem Domkapitel auf welfischer Seite im Gegensatz zum Hildesheimer Stiftsadel, der noch dem entmachteten Bischof Konrad I. anhing. Siegfried wurde als Zeuge noch in mehreren Urkunden erwähnt. 
Als Nachfolger des exkommunizierten Bischofs Hartbert wurde Siegfried 1216 zum Bischof von Hildesheim gewählt. Die Bischofsweihe fand im Juni 1217 statt. Die Investitur dürfte noch Otto IV. vorgenommen haben. Er hat nach seiner Wahl eine Wahlkapitulation zu Gunsten des Domkapitels unterschreiben müssen. Damit war eine Entwicklung zur Entmachtung der Bischöfe weiter vorangetrieben worden. Unmittelbare Kontakte des Bischofs zur Kurie sind nicht überliefert. Er hat verschiedene Urkunden zu Gunsten verschiedener Klöster und anderer geistlicher Einrichtungen ausgestellt. 
Siegfried blieb auch nach der weitgehenden Entmachtung Otto IV. durch Friedrich II. auf Seiten Ottos. Er wird als erster Zeuge unter dem Testament Ottos genannt. Danach sollten die Reichskleinodien an Friedrich II. als gewählten König übergeben werden. Siegfried war auch erster Zeuge in einer weiteren Urkunde, in der Otto auf alle von den Welfen beanspruchten Besitzungen und Rechte der Hildesheimer Kirche verzichtete. Daraufhin erteilte Siegfried dem sterbenden Otto die Absolution. In der Folge ging er in das Lager Friedrichs II. über, und bei einem Hoftag in Fulda 1218 diente er diesem als Zeuge. Im Jahr 1220 nahm er an der Weihe des neu gebauten Domes in Halberstadt teil. 
Im selben Jahr hat Siegfried Papst Honorius III. gebeten, ihn aus Altersgründen seines Amtes zu entheben. Tatsächlich standen dahinter aber wohl Teile des Domkapitels, die mit dem Bischof unzufrieden waren und Siegfried dazu drängten. Im Jahr 1221 fand dann die faktische Resignation statt. In einem Rechenschaftsbericht beteuerte er zwar, die Wahlkapitulation insgesamt eingehalten zu haben, musste aber auch einige Verfehlungen einräumen. Wegen verschiedener Vorwürfe hat der Papst die Pension Siegfrieds gekürzt. Siegfried lebte weiter in Hildesheim und hat auch Aufträge seines Nachfolgers ausgeführt. Er taucht somit noch in verschiedenen Urkunden auf.  Siegfried starb 1227 und wurde im Hildesheimer Dom begraben.